# Adelanto de Navidad
El adelanto de Navidad (en inglés Christmas creep), también llamado como fluencia de Navidad y Trimestre Dorado, es un término originario de la anglosfera que se utiliza en el ámbito económico para describir el incremento del comercio minorista desde finales de octubre hasta la totalidad de diciembre por la temporada navideña, aunque la fecha de inicio puede retroceder hasta abril.

## Concepto

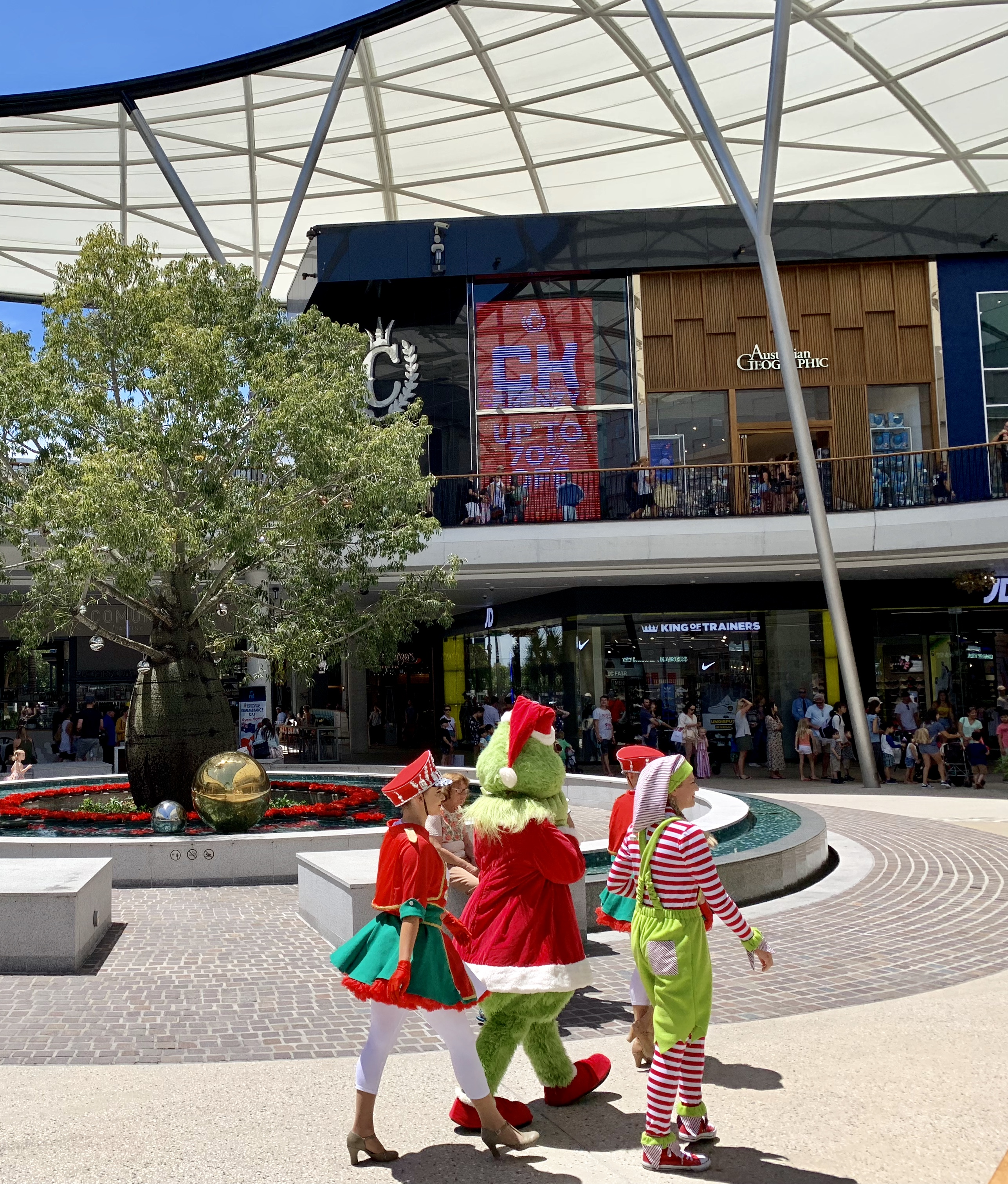
Centro comercial en Gold Coast, en Australia, con motivos navideños a inicios de noviembre de 2018.

El fenómeno está asociado con el deseo de los comerciantes de aprovechar las compras especialmente importantes relacionadas con la Navidad mucho antes del Viernes negro en los Estados Unidos, antes de Halloween en Canadá y antes de día de muertos en México. El término "Viernes Negro" no se utilizó hasta hace poco en el Reino Unido e Irlanda. El aumento en el uso puede atribuirse a que Internet está más extendido, así como a una creciente americanización, ya que ninguno de los países mencionados celebra el Día de Acción de Gracias (los de Europa) o no lo hace al estilo estadounidense (en caso de Canadá). Anteriormente, los minoristas se referían a la Navidad como el trimestre dorado, es decir, los tres meses de octubre a diciembre son el trimestre del año en que la industria minorista espera obtener el mayor beneficio. La motivación para la escasez de días festivos es que los minoristas alarguen su intervalo de venta para la mercancía de temporada con el fin de maximizar las ganancias y darles a los compradores anticipados una ventaja en ese día festivo. Sin embargo, no está claro que esta práctica haya sido consistentemente beneficiosa para los minoristas.

## Desarrollo
La fluencia de Navidad ha logrado traspasar el sector económico, instalándose en lo social. En Estados Unidos algunas estaciones radiofónicas comienzan a emitir en un formato exclusivamente navideño durante todo el mes de diciembre, una práctica que se generalizó en 2001. En los años siguientes, estas estaciones generalmente se han convertido en una lista de reproducción de toda la Navidad después del Día de Acción de Gracias, o incluso varias semanas antes. Un puñado de estaciones de radio estadounidenses desde 2006, específicamente desde el 1 de noviembre, un día después de Halloween, se han ganado la reputación de cambiar la música tradicional a música navideña.
A nivel mundial según El Mundo.es las búsquedas en Google sobre regalos de Navidad inician en el mes de agosto.

## Fuera del mundo anglosajón
La fluencia de Navidad se encuentra en otras partes del mundo, como en Hispanoamérica y España, en el país europeo los centros comerciales antes de Halloween ofrecen productos referentes a adornos y gastronomía navideña, abrigos para diciembre, especiales de Navidad por la televisión y sorteos de lotería estatales de fin de año. En México el grupo Modelo produjo una cerveza con temática navideña en octubre. En Perú los minoristas en octubre comienzan a decorar sus estanterías con árboles de Navidad y muñecos de Papá Noel.

### Uso del «adelanto de Navidad» en la política
El 1 de noviembre de 2019, el presidente de Venezuela Nicolás Maduro encendió una cruz en un importante cerro del Parque nacional El Ávila (Caracas) dicha tradición se hacía recién desde el 1 de diciembre de cada año, todo formaba parte del proyecto nacional «Mi Casa Bonita en Navidad». Para varios medios americanos y europeos como Voz de América (Estados Unidos), Clarín (Argentina), La Nación (Argentina), El Día (Argentina), Infobae (Argentina), RPP (Perú), La Prensa (Honduras), y El País (España) fue informado como un «Adelanto de Navidad» generando polémica. Desde 2020 Maduro decreta el inicio de las festividades navideñas desde el 1 de octubre, exceptuando en 2023 que empezaron el 1 de noviembre, algo que ha sido criticado en muchas ocasiones por la crisis económica que vive el país caribeño desde el 2013.